# ANISAVA
『ANISAVA』は、2013年より海外向けに放送していた日本のテレビアニメ。

## 概要
成年層に向け海外アニメ市場をメインターゲットとして制作された大人向けラブコメディ。過激な内容により、アニメ版『セックス・アンド・ザ・シティ』とも称された。全編英語で制作され、日本語字幕付きで放送。2016年より日本語吹替版が放送予定。

## ストーリー
『ジェネラルコーポレーション』という会社に勤める優柔不断なジェイクと、美人でしっかりもののジェニーの恋愛模様を軸に、現代社会で生きる様々な動物たちの悩みを描く。
キャラクターデザインを手がけたKukuxumushuがスペイン出身であることから、日本スペイン交流400周年メモリアルイヤーを記念して「ニャーニャエスパーニャ」という曲が作られた。

## キャラクター
英は英語版の声優、日は日本語吹替版の声優。
ジェイク・ワイルド(Jake)
英 - Jonathan Sabay / 日 - 興津和幸
クマ。27歳。体色はオレンジ。優柔不断で何をやっても失敗ばかりといういわゆるだめんず。ジェニーと付き合っている。ストレスが極限まで限界になると野性が目覚め、川で全裸になって鮭を獲る。ザックとは仲が良い。
ジェニー・サンダース(Jenny)
英 - Ameya Begona / 日 - たかはし智秋
ネコ。29歳。体色はマゼンタ色。仕事ができるキャリアウーマンだが、私生活ではジェイクをはじめダメ男に振り回されるなど男運が滅法悪い。
フレッド(Fred)
英 - Iain Gibb / 日 - 山口勝平
ウサギ。28歳。体色は青。性欲が非常に強く結婚・離婚を15回繰り返し、25人の子どもを持つが、新たな女性を口説くことに夢中。
ザック(Zach)
英 - Iain Gibb / 日 - 安元洋貴
オランウータン。27歳。毛色は黄色。エリート弁護士。筋トレが趣味。順風満帆に見えるが家庭では妻とは別居状態であり、娘もいい娘を演じることで彼の弱みを握っている。
ローザ(Rosa)
英 - Hannah Weakley / 日 - 上野アサ
キツネ。29歳。体色は黄緑。妥協しないクールな性格で、仕事に打ち込むキャリアウーマン。会社で女扱いされるのを嫌う。
セレーナ(Selena)
英 - Ameya Begona / 日 - 田所あずさ
リス。23歳。天真爛漫で、大勢にちやほやされるかわいい自分が好きなナルシスト。言いたいことはズバッと言うタイプ。ジャスティンという彼氏がいる。
デビッド(David)
英 - Bob Werler / 日 - 後藤ヒロキ
ライオン。42歳。鬣の色は青。仕事のできる理想の上司だが、妻がいるのに秘書のクロエと不倫している節操なし。
ベス(Beth)
英 - Hannah Weakley / 日 - 松本梨香
ゾウ。40歳。体色はピンク。お局。バツイチ。若い男を狙っている。喋っている時はゾウの鼻先の部分が口のように動く。
クロエ(Chloe)
英 - Emma Howard / 日 - 佐藤奏美
ヒツジ。26歳。計算高い小悪魔な性格で、寿退社を狙っているが、その割にはデビッドと不倫している。
アンドリュー(Andrew)
英 - Erick Ferman / 日 - 高橋伸也
カンガルー。27歳。体色は青紫で髪は黄色のショートヘア。ローザの元恋人であるプログラマー。クールで理知的な性格だがマザコンという残念なイケメン。そのマザコンぶりはそのことをバカにされると怒りが湧き上がったり、母親に対してはクールなキャラが完全崩壊して子供っぽく甘えた口調で接したりするほどである。母親のことを「ママ」と呼んでいる。
ニコラス(Nicolas)
英 - Erick Ferman / 日 - 柴田勝頼
トラ。32歳。ファッション雑誌で活躍するフリーランスのカメラマン。ジェニーの元カレだがナルシスト。今でもジェニーを追っているが、彼女に呆れられている。
ミシェル(Michelle)
英 - Emma Howard / 日 - 白鳥久美子（たんぽぽ）
パンダ。28歳。人から名前を覚えてもらえない内気な女性。ザックに好意を抱いてもらいたくて監禁するなど手段を選ばない。自分の恋の妄想のポエムを書くことがある。
ウィル(Will)
英 - Vinay Murthy / 日 - チョー
トリ。51歳。体色は赤。元映画監督で、一世を風靡したが後に手掛けた作品がヒットされず一発屋になってしまった。常に酒場で飲んでいるアル中。ナレーションも行う。

## スタッフ
- 監督・脚本 - べんぴねこ
- 日本語吹替版監督 - 日野トミー
- 英語脚本 - Sean McPhillips
- キャラクターデザイン - Kukuxumushu（英語版）
- 作画監督 - 大宮一仁
- 音楽 - 渡部チェル
- 編集 - 東京サウンドプロダクション
- プロデューサー - 戸塚麻美、原田拓朗
- 製作 - トムス・エンタテインメント、DLE

## テーマ曲
「愛の讃歌」
編曲 - サカモト教授

## 各話リスト
| 話数 | 英語サブタイトル           | 日本語サブタイトル           |
| ---- | -------------------------- | ---------------------------- |
| #01  | Give it your all, Jake!    | がんばれジェイク！           |
| #02  | Jenny's Cat Flap           | ジェニーはご機嫌ななめ       |
| #03  | Better off Fred            | フレッドの遍歴               |
| #04  | War of the Rosa            | ローザは泣かない             |
| #05  | Nicolas is not so great    | あきらめない男 ニコラス      |
| #06  | Selena Loves Nuts          | もてもてセレーナ             |
| #07  | The Book of Zac            | ザックの秘密                 |
| #08  | Dear David, Love Chloe     | クロエとデビット             |
| #09  | Apocalypse Beth            | 狩人ベス                     |
| #10  | My Name is Michelle        | 夢見るミシェル               |
| #11  | Mother Lovin' Andrew       | アンドリューとママ           |
| #12  | WILL'S TASTAMENT           | ウィルの記念日               |
| #13  | JAKE & JENNY ONE MORE TIME | ジェイクとジェニーの長い一日 |

## 放送局
| 放送地域 | 放送局             | 放送期間                       | 放送日時                 | 放送系列   | 備考                                              |
| 英語版   | 英語版             | 英語版                         | 英語版                   | 英語版     | 英語版                                            |
| -------- | ------------------ | ------------------------------ | ------------------------ | ---------- | ------------------------------------------------- |
| 日本全域 | キッズステーション | 2013年9月7日 - 9月14日         | 土曜 22:38頃             | CS放送     |                                                   |
| 日本全域 | キッズステーション | 2013年10月15日 - 2014年1月14日 | 火曜 00:25頃（月曜深夜） | CS放送     |                                                   |
| 日本全域 | YouTube            | 2013年8月26日・9月16日         |                          | ネット配信 | 第1話は先行配信                                   |
| 日本全域 | YouTube            | 2013年10月15日 - 2014年1月14日 | 火曜 12:00更新           | ネット配信 |                                                   |
| 日本全域 | TwellV             | 2014年2月13日 - 5月16日        | 木曜 18:30 - 19:00       | BS放送     | 『鷹の爪団の楽しいテレビ』内の1コーナーとして放送 |
| 日本語版 |                    |                                |                          |            |                                                   |
| 埼玉県   | テレ玉             | 2016年1月2日 - 3月26日         | 土曜 23:30 - 23:35       | 独立局     |                                                   |
| 日本全域 | Youtube            | 2016年1月3日 - 3月27日         | 日曜 0:00（土曜深夜）    | ネット配信 |                                                   |